# Olympische Winterspiele 2018/Eisschnelllauf – 5000 m (Männer)
Die 5000 m im Eisschnelllauf der Männer bei den Olympischen Winterspielen 2018 wurden am 11. Februar 2018 um 16:00 Uhr Ortszeit (8:00 Mitteleuropäischer Zeit) im Gangneung Oval ausgetragen. Olympiasieger wurde Sven Kramer aus den Niederlanden der mit seiner Laufzeit von 6:09,76 min einen neuen olympischen Rekord aufstellte. Die Silbermedaille ging an den Weltrekordhalter Ted-Jan Bloemen aus Kanada. Bronze gewann der Norweger Sverre Lunde Pedersen.

## Bestehende Rekorde
| Weltrekord         | Ted-Jan Bloemen ( Kanada)  | 6:01,86 min | Salt Lake City | 10. Dezember 2017 |
| Olympischer Rekord | Sven Kramer ( Niederlande) | 6:10,76 min | Sotschi        | 8. Februar 2014   |

## Ergebnisse
| Rank | Athlet                | Land               | Zeit (min) | Anmerkung          |
| ---- | --------------------- | ------------------ | ---------- | ------------------ |
| 1    | Sven Kramer           | Niederlande        | 6:09,76    | Olympischer Rekord |
| 2    | Ted-Jan Bloemen       | Kanada             | 6:11,616   |                    |
| 3    | Sverre Lunde Pedersen | Norwegen           | 6:11,618   |                    |
| 4    | Peter Michael         | Neuseeland         | 6:14,07    |                    |
| 5    | Lee Seung-hoon        | Südkorea           | 6:14,15    |                    |
| 6    | Bart Swings           | Belgien            | 6:14,57    |                    |
| 7    | Jan Blokhuijsen       | Niederlande        | 6:14,75    |                    |
| 8    | Nicola Tumolero       | Italien            | 6:15,48    |                    |
| 9    | Seitaro Ichinohe      | Japan              | 6:16,55    |                    |
| 10   | Patrick Beckert       | Deutschland        | 6:17,91    |                    |
| 11   | Alexis Contin         | Frankreich         | 6:18,13    |                    |
| 12   | Moritz Geisreiter     | Deutschland        | 6:18,34    |                    |
| 13   | Simen Spieler Nilsen  | Norwegen           | 6:18,39    |                    |
| 14   | Nils van der Poel     | Schweden           | 6:19,06    |                    |
| 15   | Bob de Vries          | Niederlande        | 6:22,26    |                    |
| 16   | Ryousuke Tsuchiya     | Japan              | 6:22,45    |                    |
| 17   | Livio Wenger          | Schweiz            | 6:24,16    |                    |
| 18   | Håvard Bøkko          | Norwegen           | 6:24,50    |                    |
| 19   | Davide Ghiotto        | Italien            | 6:29,25    |                    |
| 20   | Andrea Giovannini     | Italien            | 6:30,71    |                    |
| 21   | Emery Lehman          | Vereinigte Staaten | 6:31,16    |                    |
| 22   | Adrian Wielgat        | Polen              | 6:31,71    |                    |